# Walter Kempowski

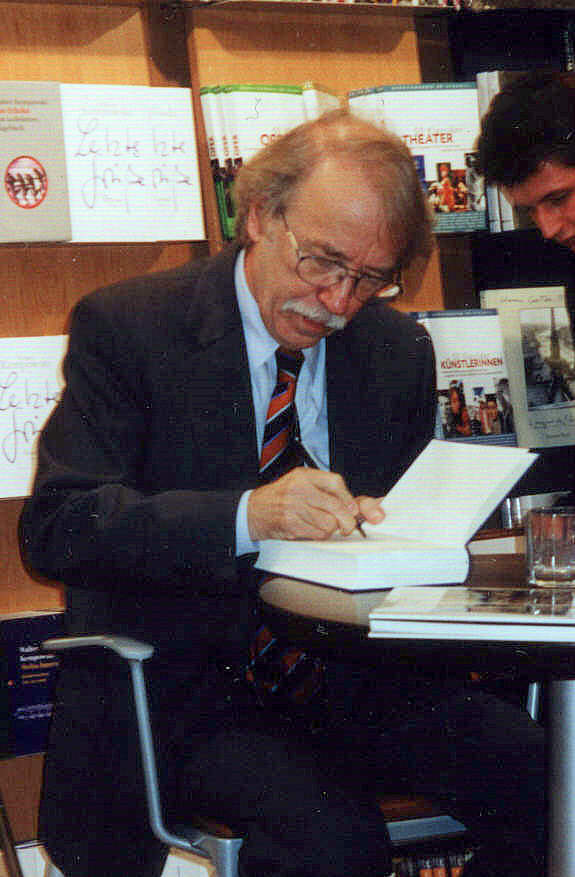
Walter Kempowski aan het signeren in een boekhandel in Rostock

Walter Kempowski (Rostock, 29 april 1929 - Rotenburg (Wümme), 5 oktober 2007) was een Duitse schrijver die vooral bekend geworden is door zijn nauwgezette, deels autobiografische, beschrijving van het dagelijks leven in Duitsland tussen 1890 en 1956.

## Levensloop
Kempowski werd geboren als zoon van een reder uit Rostock en een Hamburgse moeder. Zijn opleiding volgde hij in Rostock. Hij overleefde het bombardement op Hamburg van 1943 waar hij op dat moment op bezoek was. In 1945 moest hij als 15-jarige dienst nemen in de Duitse Wehrmacht.
Na de Tweede Wereldoorlog werkte Kempowski in Hamburg en Wiesbaden. Hij berichtte de Amerikanen over de transporten van door de Sovjet-Unie inbeslaggenomen Oost-Duitse machinerieën. Bij een bezoek aan zijn familie in 1948 werd hij gearresteerd door de inlichtingendienst NKVD en voor spionage veroordeeld tot 25 jaar tuchthuis in het Speziallager Bautzen. In 1956 werd hij vrijgelaten en vertrok hij naar Hamburg. In een dorp in de buurt van Hamburg werd hij leraar.
Zijn eerste roman, Im Block, verscheen in 1969 en hierin beschreef hij zijn eigen gevangeniservaringen. Zijn eerste succesvolle werk was het autobiografische Tadellöser und Wolf, waarin hij zijn jeugd in nazi-Duitsland beschreef. Dit was het eerste deel van een negendelige reeks die ook bekendstaat als Deutsche Chronik

## Over Kempowski
- Manfred Dierks, Autor – Text – Leser: Walter Kempowski, München (1981)  UTB 1125, ISBN 3-7720-1701-0
- Manfred Dierks, Walter Kempowski, (Autorenbücher nr.39), München (1984)  ISBN 3-406-09589-5
- Walter Kempowski zum 60. Geburtstag. Mit Beiträgen von Jörg Drews, Charlotte Heinritz und einer Bibliographie, München (1989)  ISBN 3-8135-0500-6
- Volker Ladenthin, Versuch, Walter Kempowski mit der Hilfe von Arno Schmidt besser zu verstehen, Wirkendes Wort nr.41, p.436-443 (1991)
- Die Sprache der Geschichte. Beiträge zum Werk Walter Kempowskis, uitgegeven door Volker Ladenthin, Eitorf (2000)  ISBN 3-932174-48-8
- Volker Ladenthin, Furiose Summe. Walter Kempowskis Fortschreibung des „Echolot“-Projekts, Neue deutsche Literatur jg.48 nr.6, p.175–177 (2000)
- Dirk Hempel, Walter Kempowski Eine bürgerliche Biographie, Goldmann, München (2004)  ISBN 3-442-73208-5
- Carla Damiano, Was das nun wieder soll?, Göttingen (2005)  ISBN 3-8924-4887-6
- Raul Calzoni, Walter Kempowski, W. G. Sebald e i tabù della memoria collettiva tedesca, Campanotto, Udine (2005)  ISBN 88-456-0708-9

## Prijzen / Onderscheidingen
- 1971 – Lessing-prijs van de vrije en hanzestad Hamburg
- 1972 – Wilhelm Raabe-prijs van de stad Braunschweig
- 1972 – Andreas Gryphius-aanmoedigingsprijs
- 1978 – Nedersaksische Staatsprijs in de categorie Publicisme
- 1980 – Bambi
- 1982 – Fritz Reuter-plakette van de Landsmannschaft Mecklenburg
- 1994 – Literatuurprijs van de Konrad Adenauer-stichting voor „Das Echolot“
- 1994 – Ereburger van de hanzestad Rostock
- 1995 – Uwe Johnson-prijs voor „Das Echolot“
- 1996 – Orde van Verdienste van de Duitse Bondsrepubliek (Großes Bundesverdienstkreuz)
- 2000 – Heimito von Doderer-literatuurprijs
- 2002 – Eredoctoraat van de Universiteit Rostock
- 2002 – Dedalus-prijs voor nieuwe Literatuur
- 2002 – Nicolas Born-prijs van de deelstaat Nedersaksen
- 2003 – Professoraat voor nieuwere literatuur- en cultuurgeschiedenis aan de Universiteit Rostock
- 2003 – Hermann Sinsheimer-prijs
- 2004 – Eredoctoraat van het Juniata College in Huntington, Pennsylvania, VS (Doctor of Humane Letters Degree)
- 2004 – Mercator-professoraat aan de Universiteit Duisburg-Essen
- 2005 – Thomas Mann-prijs van de stad Lübeck
- 2005 – Hans Erich Nossack-prijs van de Bondsunie voor de Duitse Industrie
- 2005 – Internationale literatuurprijs Corine
- 2005 – Ereprijs van de Beierse minister-president
- 2006 – Hoffmann von Fallersleben-prijs
- 2006 – Cultuurprijs van de deelstaat Mecklenburg-Voor-Pommeren
- 2007 – Erelid van de Vrije Academie der Kunsten in Hamburg